# 1183
Năm 1183 trong lịch Julius.